# Luxemburgia ciliosa
Luxemburgia ciliosa är en tvåhjärtbladig växtart som först beskrevs av Carl Friedrich Philipp von Martius, och fick sitt nu gällande namn av George Gardner. Luxemburgia ciliosa ingår i släktet Luxemburgia och familjen Ochnaceae. Inga underarter finns listade i Catalogue of Life.